# Chapelle de Mincé
La chapelle de Sainte-Barbe de Mincé est une ancienne chapelle de procession du XVIIIe siècle située à Échemiré. Elle fut érigée sur la chapelle de Saint-Hubert de Mincé qui datait du XVIIe siècle et qui servait de remplacement à l'ancienne du XVe siècle.

## Localisation
La chapelle est située dans le département français de Maine-et-Loire, sur la commune de Échemiré, sur la propriété privée du château du Haut-Mincé.

## Historique synthétique
Vers 1350, les habitants de la région pratiquent encore la chasse au loup (et parfois du loup-garou) sous les mobilisations traditionnelles de la famille de Rohan et ce, jusqu'à la Révolution française.
En 1738, le maître fondeur d'Angers, Pierre Trony dit Labry, fond une cloche en bronze pour la chapelle de la terre de Mincé d'une hauteur de 26 cm et d'un diamètre de 34 cm. Le seigneur de l'époque y fait inscrire : « Je suis Barbe de Mincé, par monseigneur Louis Frain de la Vrillière, cher seigneur de Mincé, de Chemans et président lieutenant général à Baugé et dame Louise Lucresse de Larsé son épouse en 1738 ». Il y fait placer ses armoiries (blasons doubles ovales sous couronne de marquis le premier d'azur à un chevron d'or accompagné en tête de deux têtes de buffles et en pointe d'un croissant d'argent qui est Frain de la Vrillière, supporté par deux palmes). Ce même seigneur, très pieux et attaché à la chapelle de Mincé, offre également une rente honoraire perpétuelle de 120 livres, sous testament, pour qu'une messe festive y soit célébrée en sa mémoire un dimanche de chaque année.
Le 27 octobre 1748 et avec l'autorisation de monseigneur le Révérend évêque d'Angers Jean de Vaugirault, le seigneur de Mincé fait bénir la cloche de la chapelle de procession. Son parrain Charles Nouchet, marchand fermier du château d'Échemiré, et Marie Moncousu, sa marraine, font bénir la cloche sous l'invocation de Sainte Barbe en présence de Gabriel-Louis de Gauffredeau, curé d'Échemiré, de M. Fleury, prêtre et vicaire d'Echemiré, de maître Joseph-Juste Caillot, notaire royal de Baugé, de Pierre Boisard, maître-maçon, tailleur de pierres et architecte d'Echemiré, de Charles Hérisseau, sacriste d'Echemiré, tailleur d'habits et fermier de Mincé et de René Verdier, maître-couvreur d'ardoise de Saint-Aubin-de-Luigné (registres paroissiaux - année 1748 - vue 50/85).
En décembre 1793, la grande Armée catholique et royale menée par les chefs La Rochejaquelein, Stofflet, Talmont et Royrand, forte d'environ 25.000 soldats et d'environ 30.000 civils vont envahir et occuper, piller et combattre à Baugé et ses alentours du 1er au 7 décembre 1793. La cloche de Mincé va mystérieusement disparaître de la chapelle durant cette fin d'année chaotique où va se dérouler la bataille d'Échemiré entre 15.000 vendéens de La Rochejaquelein et 5.000 cavaliers du Boucher de la Vendée, surnom du général républicain Westermann. Le boucher sera repoussé jusqu'à Jarzé avant de contre-attaquer, de massacrer et de chasser les "brigands" hors du Baugeois dès l'arrivée de l'infanterie, le lendemain matin. La cloche disparue va étrangement se retrouver dès janvier 1794 à Trémentines où elle servira principalement à célébrer les offices clandestins de Charles Papin dit « l'Invincible », vicaire insermenté de Trémentines et l'un des meneurs de l’insurrection angevine,.
En 1986, un membre du Patrimoine de France vient expertiser et inventorier rapidement le Mincé. Il découvre, mais n'arrive pas dater avec exactitude la chapelle qui venait de perdre sa toiture.  
En 2021, lors de recherches approfondies portant sur l'étude historique d'Échemiré, réalisée par Julien Daïffi, la cloche est finalement redécouverte par hasard à Trémentines où elle repose désormais dans le chœur de l'église Saint-Euvert, devenue la paroisse Sainte-Marie-des-Sources-de-l'Èvre,.

## Sainte protectrice de la terre de Mincé
La cloche Barbe de Mincé reçu la bénédiction de Sainte-Barbe afin de protéger la terre de Mincé et ses habitants de l'orage. En effet, la foudre paraît avoir été relativement violente à Échemiré d'un point de vue historique. On mentionnera par exemple qu'une partie de la commune fut ravagée par un violent orage de grêlons gros comme des noisettes en 1894, que le clocher de l'église fut totalement détruit par la foudre en 1920 et refrappé quelques années après et que deux vaches et un veau furent foudroyés en 1927.

## À propos des processions
Jusqu'au XVIIe siècle, les croyants y venaient en processions pour « prier dieu d'écarter de la paroisse les chiens atteints de la rage ». En réalité, ils y priaient saint Hubert via la présence éventuelle d'une relique sacrée.
Le XVIIe siècle est une période encore mystérieuse car on sait que la chapelle fut resacralisée mais on ne sait pas à quel saint elle fut dédiée entre saint-Hubert et sainte-Barbe. Il est possible que ce soit saint-Benoît mais sans réelle certitude.
À partir du XVIIIe siècle, les prieurs invoquaient sainte Barbe de les protéger de la foudre. En effet, la cloche de Mincé avait été nommée et bénie en son nom. Voilà donc la fameuse chapelle d'Échemiré qui protégeait la paroisse de la rage et de l'orage.
Après la disparition brutale de la cloche de Mincé, les processions cessèrent, entraînant l'abandon et la destruction totale de la chapelle de Sainte-Catherine de Rougé à Échemiré.

## Les chapelles sœurs
Les chapelles de procession étant traditionnellement bâtie par paire, la chapelle sœur de celle de Mincé (située au nord d'Échemiré) était celle de Rougé (située au sud d'Échemiré). Cette dernière, dédiée à Sainte-Catherine, dépendait de l'ancien château de Rougé.
Totalement rasée en 1860 (tout comme le château de Rougé plusieurs années auparavant), sa cloche, nommée "Catherine de Rougé" en l’honneur de la vierge et martyre d'Alexandrie, portait également les noms de ses parrains et fut transférée dans l'église Saint-Martin d'Échemiré pour y être préservée.
Autrefois, les processionnaires célibataires y imploraient la patronne de leur permettre de trouver un époux tandis que les mères allaitantes souhaitaient guérir de leurs migraines. Il n'est pas précisé si l'on y priait également afin de se préserver des naufrages.